# (1635) Bohrmann
(1635) Bohrmann es un asteroide que forma parte del cinturón de asteroides y fue descubierto el 7 de marzo de 1924 por Karl Wilhelm Reinmuth desde el observatorio de Heidelberg-Königstuhl, Alemania.

## Designación y nombre
Bohrmann fue designado inicialmente como 1924 QW.
Posteriormente se nombró en honor del astrónomo alemán Alfred Bohrmann (1904-2000).

## Características orbitales
Bohrmann orbita a una distancia media de 2,856 ua del Sol, pudiendo alejarse hasta 3,019 ua y acercarse hasta 2,693 ua. Tiene una inclinación orbital de 1,816° y una excentricidad de 0,05717. Emplea 1763 días en completar una órbita alrededor del Sol.